# 4325 Ґест
4325 Ґест (4325 Guest) — астероїд головного поясу, відкритий 18 квітня 1982 року.
Тіссеранів параметр щодо Юпітера — 3,332.